# Rhaphidostichum bunodicarpum
Rhaphidostichum bunodicarpum är en bladmossart som beskrevs av Fleischer 1923. Rhaphidostichum bunodicarpum ingår i släktet Rhaphidostichum och familjen Sematophyllaceae. Inga underarter finns listade i Catalogue of Life.